# Girls Aloud
Girls Aloud ist eine britische Pop-Girlgroup, die 2002 aus der Castingshow Popstars: The Rivals hervorging. Girls Aloud waren vor allem im Vereinigten Königreich, Irland, Polen und Griechenland populär. Besonders erfolgreich war die Gruppe in ihrem Heimatland, wo sie 20 Top-10-Hits in Folge hatte, davon vier auf Nummer eins, und Platinauszeichnungen für alle veröffentlichten Alben erhielt, darunter zwei Nummer-eins-Alben.

## Bandgeschichte

### 2002–2003: Gründung undSound of the Underground
Die Band wurde 2002 während der Show Popstars: The Rivals gegründet. Durch die Jury, bestehend aus Pete Waterman, Louis Walsh und Geri Halliwell wurden am 30. November 2002 die fünf Mitglieder Cheryl Cole, Nicola Roberts, Nadine Coyle, Kimberley Walsh und Sarah Harding bestimmt. Sie erhielten einen Plattenvertrag mit Polydor Records. Louis Walsh war bis 2005 auch der Manager der Band, bis er durch Hilary Shaw ersetzt wurde.
Als erste Single wurde am 16. Dezember 2002 der Song Sound of the Underground, produziert von Brian Higgins und Xenomania, veröffentlicht. Er erreichte sofort Platz 1 der britischen Charts, wo er sich als Weihnachts-Nummer-eins-Hit vier Wochen in Folge halten konnte. Im März 2003 erfolgte die Platinauszeichnung. In den nächsten fünf Monaten nach der Gründung nahm die Band ihr Debütalbum auf.
Das Album, das den gleichen Namen wie die erste Single trägt, wurde im Mai 2003 veröffentlicht. Es erreichte Platz zwei der britischen Charts und wurde ebenfalls mit Platin ausgezeichnet. Als zweite Single wurde im selben Monat der Song No Good Advice veröffentlicht, der ebenfalls Platz 2 der Charts erreichte. Als dritte Single folgte im August 2003 der Song Life Got Cold, welcher Passagen des Hits Wonderwall von Oasis covert. Dieser Song erreichte Platz 3 der Charts. Auf Anfrage des Regisseurs Richard Curtis nahm die Band für den Film Tatsächlich… Liebe ein Cover des Pointer-Sisters-Songs Jump (For My Love) auf. Der Song erreichte Platz 2 der Charts. Infolgedessen wurde das Debütalbum neu veröffentlicht. Es enthielt neben Jump auch noch die Songs You Freak Me Out, welcher Teil des Soundtracks zum Film Freaky Friday ist, sowie Girls on Film, eine Coverversion des Duran-Duran-Hits, die ursprünglich die B-Seite der Single Live Got Cold war.

### 2004–2005:What Will the Neighbours Say?
Nach einer kurzen Auszeit wurde im Juni 2004 der Song The Show veröffentlicht, welcher, genau wie die Nachfolgesingle Love Machine, Platz zwei der britischen Charts erreichte. Love Machine wurde im September 2004 von ITV als Record of the Year nominiert und erreichte im Ranking Platz 6. Für die Wohltätigkeitsveranstaltung Children In Need nahmen Girls Aloud im selben Jahr ein Cover des Songs I'll Stand by You der Gruppe The Pretenders auf. Obwohl der Song bei Kritikern nicht gut ankam, wurde er zum zweiten Nummer-1-Hit der Band. Als letzte Single wurde Wake Me Up veröffentlicht, welcher mit Platz 4 als erste Single der Band überhaupt die Top 3 verfehlte.
Das zweite Album der Band mit dem Namen What Will the Neighbours Say? wurde komplett von dem Produktionsteam Xenomania geschrieben und produziert. Schon kurz nach der Veröffentlichung am 29. November 2004 wurde das Album mit Platin ausgezeichnet und erreichte Platz 6 der Charts.
Im Jahr 2005 gewann die Band den Preis Band of the Year der Zeitschrift Glamour. Sie wurden außerdem bei den BRIT Awards 2005 als beste Popgruppe nominiert. Wegen des großen Erfolgs des zweiten Albums wurde eine Tour geplant, die im Mai 2005 stattfand. Sie veröffentlichten außerdem ihre erste DVD mit dem Namen Girls on Film.

### 2005–2007:ChemistryundThe Sound of Girls Aloud

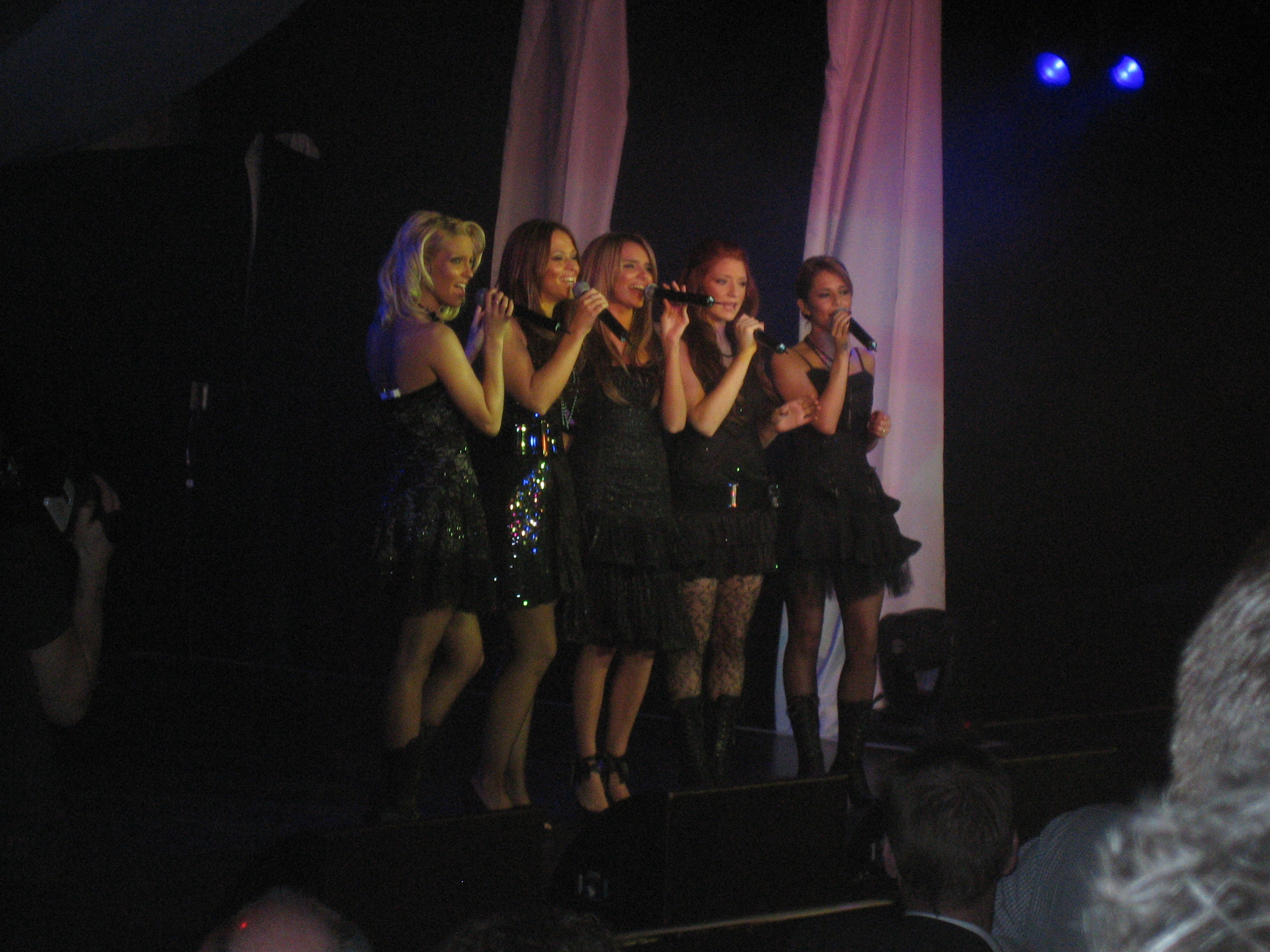
Girls Aloud (2005)

Nach ihrer ersten Tour im Mai 2005 ging die Band zurück ins Studio, um an ihrem dritten Album zu arbeiten. Das Album mit dem Namen Chemistry erschien schließlich am 5. Dezember 2005. Obwohl das Album von den Kritikern sehr gut aufgenommen wurde, erreichte es nur Platz 11 der Charts, die niedrigste Platzierung eines Albums der Band bisher. Mit über 380.000 verkauften Einheiten wurde es mit Platin ausgezeichnet.
Als erster Song wurde Long Hot Summer im August 2005 veröffentlicht. Dieser war als sogenannte Buzz-Single geplant, um das Interesse an der Band wieder zu wecken. Der Song war für den Soundtrack des Films Herby: Fully Loadad vorgesehen, wurde aber letztendlich nicht berücksichtigt. Er erreichte Platz 7 der Charts, was die Serie von Top-5-Hits der Band beendete. Der Produzent Brian Higgins drückte später seine Abneigung gegen den Song aus, indem er erklärte, dass die Absicht, Teil des Soundtracks zu werden, sie in kreativer Weise gestört hätte und dass der Song in Anflug von Panik aufgenommen worden sei, weswegen er ihn nicht ausstehen könnte. Als zweite Single wurde Biology veröffentlicht, welcher von Kritikern sehr gelobt wurde. Unter anderem wurde der Song von Journalisten des Guardian als „beste Popsingle der vergangenen Dekade“ bezeichnet. Er erreichte Platz 4 der Charts. Die nächste Single See the Day, ein Cover der britischen Sängerin Dee C Lee, wurde Ende 2005 veröffentlicht. In Bezug auf Radioairplay wurde der Sing der größte Hit der Band nach Sound of the Underground, erreichte aber nur Platz 9 der Charts, was die bis dahin schlechteste Platzierung einer Single der Band war. Die letzte Single Whole Lotta History wurde im März 2006 veröffentlicht und erreichte Platz 6.
Girls Aloud bekamen im selben Jahr eine eigene Fernsehshow mit dem Namen Girls Aloud: Off the Record, in welcher sie auf Promotionsreise in Australien und Neuseeland zu sehen waren. Die Single Biology wurde ebenfalls in Australien veröffentlicht, erreichte aber nur Platz 26, was bedeutet, dass die Etablierung auf dem australischen Markt fehlschlug.
Im Mai 2006 ging die Band auf ihre zweite und gleichzeitig erste Stadiontour, wo sie vor über 100.000 Leuten in ganz Großbritannien spielten. Im selben Monat wurde bekannt gegeben, dass die Band von nun an einen Plattenvertrag mit Fascination Records, einem Unterlabel von Polydor, habe.
Im Oktober 2006 wurde das erste Greatest-Hits-Album mit dem Namen The Sound of Girls Aloud veröffentlicht. Es erreichte sofort nach Erscheinen Platz 1 der Charts und verkaufte insgesamt über 1 Million Einheiten. Von diesem Album gibt es außerdem eine limitierte Edition, die zusätzlich noch eine weitere CD mit bisher unveröffentlichten Songs enthält. Gleichzeitig mit dem Album wurde der Song Something Kinda Ooooh veröffentlicht, welcher alleine durch Downloads Platz 5 und durch die zusätzlich verkauften Singles Platz 3 der britischen Charts erreichte. Als Nächstes folgte die Veröffentlichung des Songs I Think We're Alone Now, ein Cover von Tommy James and the Shondells, welcher Platz 4 erreichte. Dieser Song war außerdem auch Teil des Soundtracks zum Film It's a Boy Girl Thing. Es folgte eine Tour im Sommer 2007.
Im Jahr 2007 arbeiteten Girls Aloud mit der ebenfalls britischen Girlband Sugababes für die Wohltätigkeitsorganisation Comic Relief zusammen. Unter dem Namen Sugababes vs. Girls Aloud  coverten sie Walk This Way von Run-D.M.C. feat. Aerosmith. Der Song erreichte sofort nach seiner Veröffentlichung am 12. Mai 2007 Platz 1 der britischen Charts. Alle Einnahmen dieses Songs wurden an karitative Organisationen gespendet. Produziert von Dallas Austin war dieser Song zu dem Zeitpunkt die einzige Single von Girls Aloud, welche nicht von Xenomania produziert wurde.

### 2007–2009:Tangled UpundOut of Control

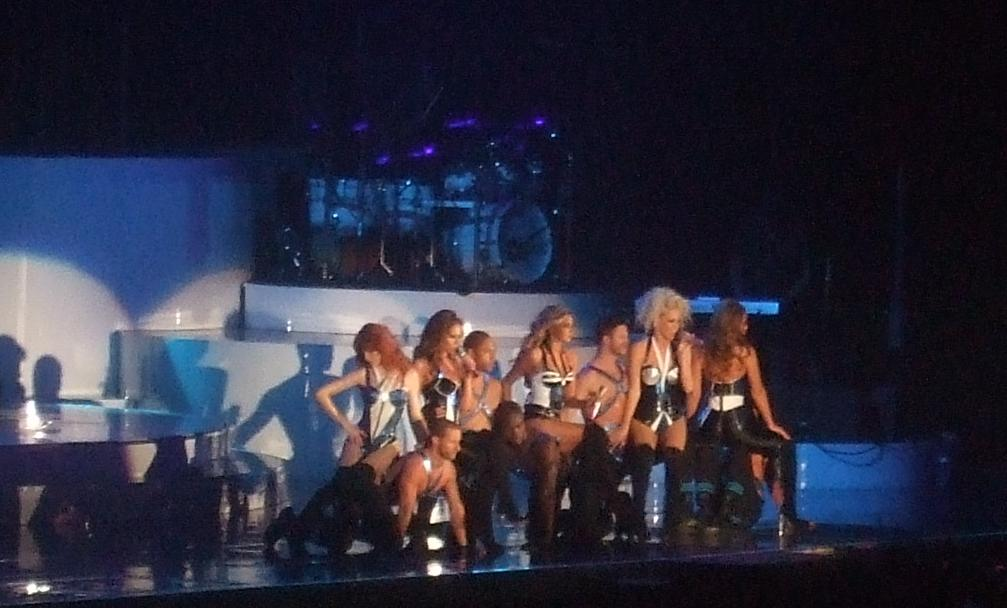
Girls Aloud auf der Tangled Up-Tour (2008)

Obwohl Spekulationen auftauchten, Girls Aloud würden im September 2007 ihre Trennung bekannt geben, verkündete die Band, dass sie an ihrer 16. Single sowie an ihrem vierten Studioalbum arbeiten würden.
Das Album mit dem Namen Tangled Up wurde im November 2007 veröffentlicht. Es erhielt durchweg positive Kritiken und erreichte Platz 4 der Charts. Außerdem wurde es, wie schon die drei Vorgängeralben, mit Platin ausgezeichnet.
Als erste Single wurde der Song Sexy! No No No... veröffentlicht, welcher Teile des Nazareth-Songs Hair of the Dog sampelt. Der Song erreichte Platz 5 der Charts. Die zweite Single Call The Shots erhielt sehr positive Kritiken und wurde sogar als Der beste Popsong des 21. Jahrhunderts bezeichnet. Außerdem war der Song ursprünglich schon für das Greatest-Hits-Album geplant, wurde aber nicht berücksichtigt, da man ihn für „zu pessimistisch“ hielt. Er erreichte Platz 3 der Charts. Als letzte Single wurde im März 2008 der Song Can't Speak French veröffentlicht. Der Song erreichte Platz 9 der Charts, was die mittlerweile über fünf Jahre andauernde Serie von Top-10-Hits fortsetze. Die Veröffentlichung des Songs erfolgte zeitgleich mit der Fernsehserie The Passions of Girls Aloud, welche davon handelt, dass jedes Mitglied etwas erlernt, was es außer dem Singen schon immer tun wollte. Im Jahr 2008 wurden Girls Aloud außerdem zum zweiten Mal für einen BRIT Award nominiert, dieses Mal als „beste britische Band“. Im Mai und Juni 2008 ging die Band auf ihre vierten Tournee.
Das fünfte Studioalbum Out of Control wurde am 3. November 2008 veröffentlicht. Es erreichte sofort Platz 1 der Charts und wurde außerdem mit Doppelplatin ausgezeichnet, was es zu dem bisher erfolgreichsten Studioalbum der Band macht.
Die erste Single The Promise wurde der vierte Nummer-1-Hit der Band und verkaufte in der ersten Woche mehr als 77.000 Einheiten, die zu dem Zeitpunkt sich am schnellsten verkaufende Single des Jahres 2008. Sie traten erstmals bei den BRIT Awards auf und erhielten außerdem für The Promis den Preis der „besten britischen Single“. Sie waren ebenfalls für die Beste britische Band nominiert, gewannen aber in dieser Kategorie nicht. Die zweite Single The Loving Kind war ursprünglich für das Album Yes der Pet Shop Boys vorgesehen, welche an dem Song mitschrieben. Der Song erreichte Platz 10 der Charts. Die letzte Single Untouchable erreichte nur Platz 11 der Charts und ist somit bisher die einzige Single der Band, welche sich nicht in den Top 10 platzieren konnte. Von April bis Juni 2009 war die Band erneut auf Tour. Zur gleichen Zeit veröffentlichte die Plattenfirma ein Boxset mit allen bisher erschienenen Singles.

### 2009–2012: Auszeit und Soloprojekte
Obwohl Girls Aloud Anfang 2009 einen Plattenvertrag über drei weitere Alben mit Fascination Records abgeschlossen hatten, gaben sie im Juli 2009 bekannt, dass sie für ein Jahr eine Auszeit nehmen würden, um sich um Soloprojekte zu kümmern, sie aber 2010 an einem weiteren Studioalbum arbeiten würden. Zwei Monate später unterstützten sie für zwei Shows Coldplay und Jay-Z im Wembley-Stadion.
Im Juni 2010 erklärte Kimberley Walsh, dass sie damit rechne, Girls Aloud würden sich im Jahr 2011 wiedervereinen. Trotz all dieser Aussagen wurden innerhalb dieses Jahres keine weiteren Pläne einer Reunion bestätigt. Im August 2010 erklärte Nicola Roberts, dass es vor 2012 keine Reunion mehr geben würde.

### 2012–2013: Reunion mitTenund Auflösung

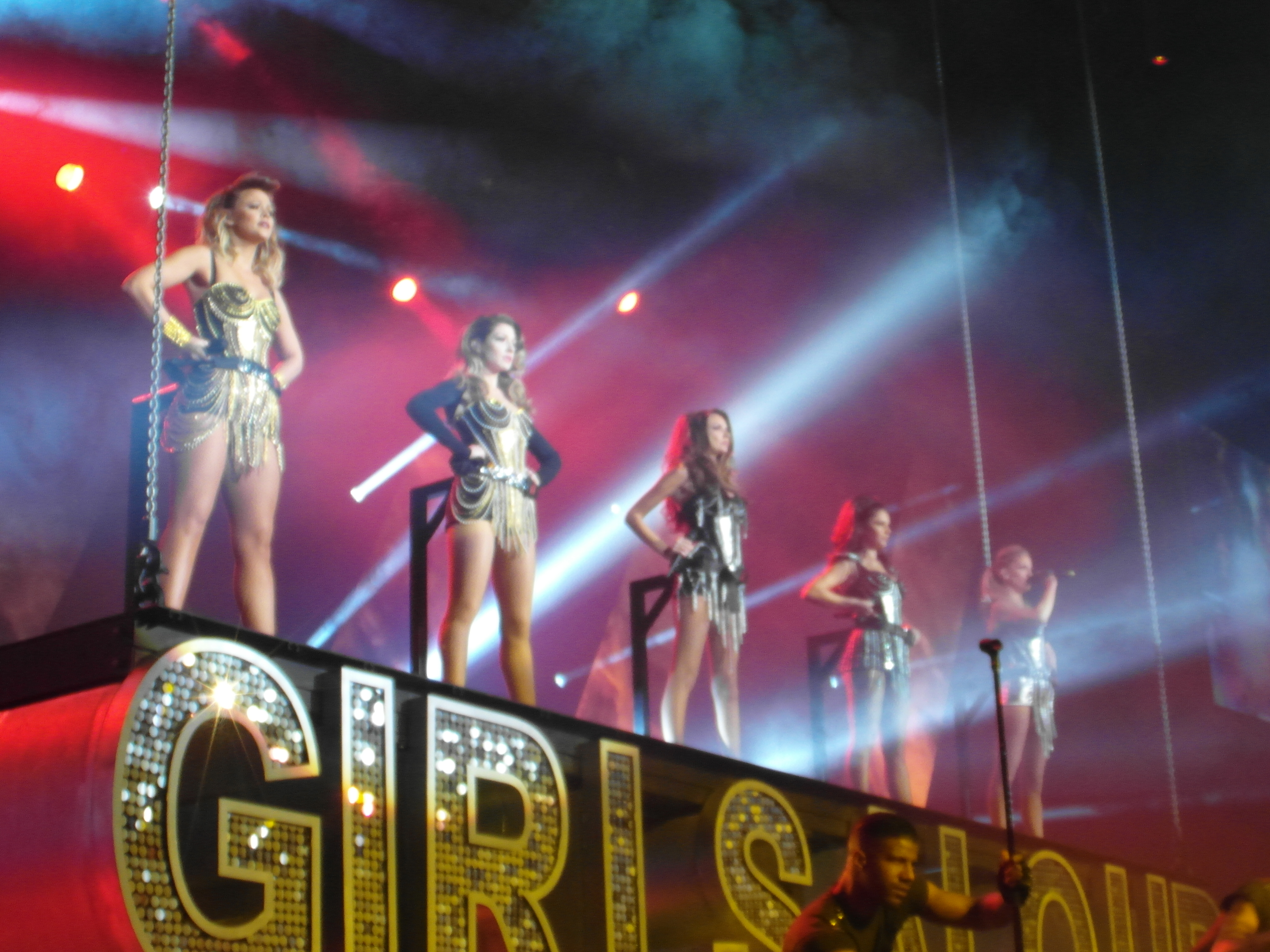
Girls Aloud auf der Ten: The Hits Tour in London (2013)

Bereits im April 2011 wurde bestätigt, dass die Gruppe 2012 zusammen auftreten werde, um ihr zehnjähriges Bestehen zu feiern.
Schließlich bestätigte Nadine Coyle, dass Girls Aloud eine Reunion für eine Tour mit neuer Musik Anfang 2013 planen.
Cheryl Cole gab bekannt, dass das Comeback der Gruppe für November 2012, also zum zehnjährigen Bestehen der Band, geplant sei.
Die erste Single Something New wurde am 16. Oktober 2012 auf dem YouTube-Kanal von Girls Aloud präsentiert. und am 18. November 2012 veröffentlicht. Der Song war die offizielle Single für die Benefiz-Veranstaltung Children in Need und erreichte Platz zwei der britischen Single-Charts.
Das dazugehörige Album mit dem Namen Ten, welches neben den Lieblingssingles der Band vier neue Songs enthält, erschien am 26. November 2012 in Großbritannien, wo es Platz neun der Charts erreichte. Die zweite Single mit dem Titel Beautiful 'Cause You Love Me wurde am 17. Dezember 2012 veröffentlicht, verfehlte aber die Top-40 und stieg auf Platz 97 der Charts ein.
Im Februar und März 2013 ging die Band auf eine letzte Tour, die Ten: The Hits Tour mit 21 Konzertterminen im ganzen Vereinigten Königreich. Nach dem letzten Konzert in Liverpool gab die Band auf Twitter ihre Auflösung bekannt.

## Bandmitglieder
(Reihenfolge, wie im Finale von Popstars; The Rivals als neues Bandmitglied aufgerufen)
- Cheryl Ann Cole, geb. Tweedy (* 30. Juni 1983 in Newcastle upon Tyne, England)
- Nicola Maria Roberts (* 5. Oktober 1985 in Stamford, Lincolnshire, England)
- Nadine Elizabeth Louise Coyle (* 15. Juni 1985 in Londonderry, Nordirland)
- Kimberley Jane Walsh (* 20. November 1981 in Bradford, West Yorkshire, England)
- Sarah Nicole Harding (* 17. November 1981 in Ascot, Berkshire, England; † 5. September 2021)

## Diskografie
Studioalben

| Jahr | Titel                         | Höchstplatzierung, Gesamtwochen, AuszeichnungChartplatzierungen (Jahr, Titel, Platzierungen, Wochen, Auszeichnungen, Anmerkungen) | Höchstplatzierung, Gesamtwochen, AuszeichnungChartplatzierungen (Jahr, Titel, Platzierungen, Wochen, Auszeichnungen, Anmerkungen) | Höchstplatzierung, Gesamtwochen, AuszeichnungChartplatzierungen (Jahr, Titel, Platzierungen, Wochen, Auszeichnungen, Anmerkungen) | Höchstplatzierung, Gesamtwochen, AuszeichnungChartplatzierungen (Jahr, Titel, Platzierungen, Wochen, Auszeichnungen, Anmerkungen) | Anmerkungen                             |
| Jahr | Titel                         | DE | AT | CH | UK | Anmerkungen                             |
| ---- | ----------------------------- | --- | --- | --- | --- | --------------------------------------- |
| 2003 | Sound of the Underground      | — | — | — | UK2 Platin · (26 Wo.)UK | Erstveröffentlichung: 26. Mai 2003      |
| 2004 | What Will the Neighbours Say? | — | — | — | UK6 ×2Doppelplatin · (24 Wo.)UK                                                                                                   | Erstveröffentlichung: 29. November 2004 |
| 2005 | Chemistry                     | — | — | — | UK11 Platin · (16 Wo.)UK | Erstveröffentlichung: 5. Dezember 2005  |
| 2007 | Tangled Up                    | — | — | — | UK4 Platin · (47 Wo.)UK | Erstveröffentlichung: 19. November 2007 |
| 2008 | Out of Control                | — | — | — | UK1 ×2Doppelplatin · (40 Wo.)UK                                                                                                   | Erstveröffentlichung: 3. November 2008  |

## Tourneen
- 2005: What Will the Neighbours Say? Live
- 2006: Chemistry Tour
- 2007: The Sound of Girls Aloud: The Greatest Hits Tour
- 2008: Tangled Up Tour
- 2009: Out of Control Tour
- 2013: Ten: The Hits Tour
- 2024: The Girls Aloud Show